# Vestito che uccide
Vestito che uccide è un film per la TV del 1990 diretto da Tobe Hooper. La trama del film è incentrata su un vestito azteco che fa diventare un assassino chiunque lo indossi.

## Trama
Amy è una studentessa modello che nel tempo libero fa l'assistente in un teatro.
Un giorno, volendo comprare del materiale di scena, entra in possesso di un vecchio baule dentro al quale c'è un drappo di stoffa rossa. La ragazza non sa che si tratta di un antico sudario azteco, trovato tempo prima da un archeologo che, dopo averlo indossato, aveva ucciso il guardiano di un museo, la moglie e infine si era suicidato.
Amy porta il baule a teatro e qui Eddy, un suo amico, dopo essersi avvolto nel sudario inizia a comportarsi come un folle e ferisce con la spada un altro attore; ma per fortuna il drappo gli cade dalle spalle prima che possa ucciderlo. Amy si allontana con il sudario e a casa, in seguito al misterioso influsso che subisce da esso, lo utilizza per confezionare un abito femminile. Quando lo indossa per la prima volta, Amy diventa una ragazza audace e senza scrupoli. Il giorno seguente la studentessa litiga con sua nonna, che avendo intuito il potere malefico del vestito cerca di portarglielo via. Nel corso della lotta la nonna cade dalle scale e muore.
Amy è decisa a non indossare più il vestito e lo nasconde nel suo armadio, ma qualche giorno dopo sua cugina Gloria lo ritrova e se lo mette. Sotto l'effetto dell'abito uccide prima il suo ragazzo e dopo cerca di uccidere Amy e Eddy investendoli con la sua automobile. Durante l'inseguimento ha un incidente e la macchina esplode con lei dentro. Amy crede così che il vestito sia stato distrutto nell'esplosione ma ben presto scopre che è stato ritrovato integro da un'altra donna di nome Vanda, che inizia a uccidere alcuni spacciatori di droga. Amy allora tenta di fermare Vanda, che scopre quasi subito le sue intenzioni. Una sera Vanda si introduce di nascosto nella casa della studentessa, uccide sua zia e infine tenta di uccidere Amy, che si salva solo grazie all'aiuto di Eddy. Questi però ricomincia a subire indirettamente l'influsso magico del vestito e lo mette ad Amy mentre è priva di conoscenza. Stavolta la ragazza riesce a non farsi soggiogare dal vestito maledetto e alla fine lo distrugge con un tritafoglie gettandone poi i resti nella fossa dove viene sepolta Vanda. Quella stessa notte la tomba viene violata da qualcuno che, a conoscenza di tutta la vicenda, vuole entrare in possesso di ciò che rimane dell'antico sudario.